# Soroseris glomerata
Soroseris glomerata là một loài thực vật có hoa trong họ Cúc. Loài này được (Decne.) Stebbins miêu tả khoa học đầu tiên năm 1940.